# Investigaciones experimentales
Investigaciones experimentales. Estudios acerca de la asociación de palabras (en alemán Experimentelle Untersuchungen) es un conjunto de escritos de Carl Gustav Jung incluidos en el segundo volumen de su Obra completa.

## Contenido
La utilización creativa que hizo C. G. Jung de los experimentos de asociación constituyó una parte de la investigación pionera que llevó a cabo en Burghölzli bajo la rigurosa égida de Eugen Bleuler. Los ensayos aquí reunidos, basados en los trabajos de Freud, supusieron un progreso revolucionario en la aplicación de las técnicas experimentales y llevaron a Jung a formular la «teoría de los complejos». El contenido principal del volumen lo constituyen las seis aportaciones a los famosos Estudios diagnósticos de asociación.

## Índice
Estudios acerca de la asociación de palabras
1. Investigaciones experimentales sobre las asociaciones de sujetos sanos (C. G. Jung y F. Riklin, 1904/1906)
2. Análisis de las asociaciones de un epiléptico (1905/1906)
3. Sobre el tiempo de reacción en el experimento de asociación (1905/1906)
4. Observaciones experimentales sobre la facultad de recordar (1905)
5. Psicoanálisis y experimento de asociación (1905/1906)
6. El diagnóstico psicológico forense (1906/1941)
7. Asociación, sueño y síntoma histérico (1906/1909)
8. El significado psicopatológico del experimento de asociación (1906)
9. Sobre los trastornos de reproducción en el experimento de asociación (1907/1909)
10. El método de asociación (1910)
11. La constelación familiar (1910)

Investigaciones psicofísicas
1. Sobre los fenómenos psicofísicos concomitantes en el experimento de asociación (1907)
2. Investigaciones psicofísicas con el galvanómetro y el pneumógrafo en sujetos normales y enfermos mentales (C. G. Jung y F. Peterson, 1907)
3. Nuevas investigaciones sobre el fenómeno galvánico y la respiración en sujetos normales y enfermos mentales (C. G. Jung y C. Ricksher, 1907)
4. Datos estadísticos del alistamiento de reclutas (1906)
5. Nuevos aspectos de la psicología criminal (1906/1908)
6. Los métodos de investigación psicológica usuales en la Clínica Psiquiátrica de la Universidad de Zúrich (1910)
7. Breve panorama de la teoría de los complejos [1911] (1913)
8. Acerca del diagnóstico psicológico forense: el experimento forense en el proceso judicial ante el jurado en el caso Näf (1937)

## Edición en castellano
- Jung, Carl Gustav (2016). Obra completa de Carl Gustav Jung. Volumen 2: Investigaciones experimentales. Estudios acerca de la asociación de palabras. Traducción Carlos Martín Ramírez. Madrid: Editorial Trotta. ISBN 978-84-9879-646-9.